# Greifzirkel

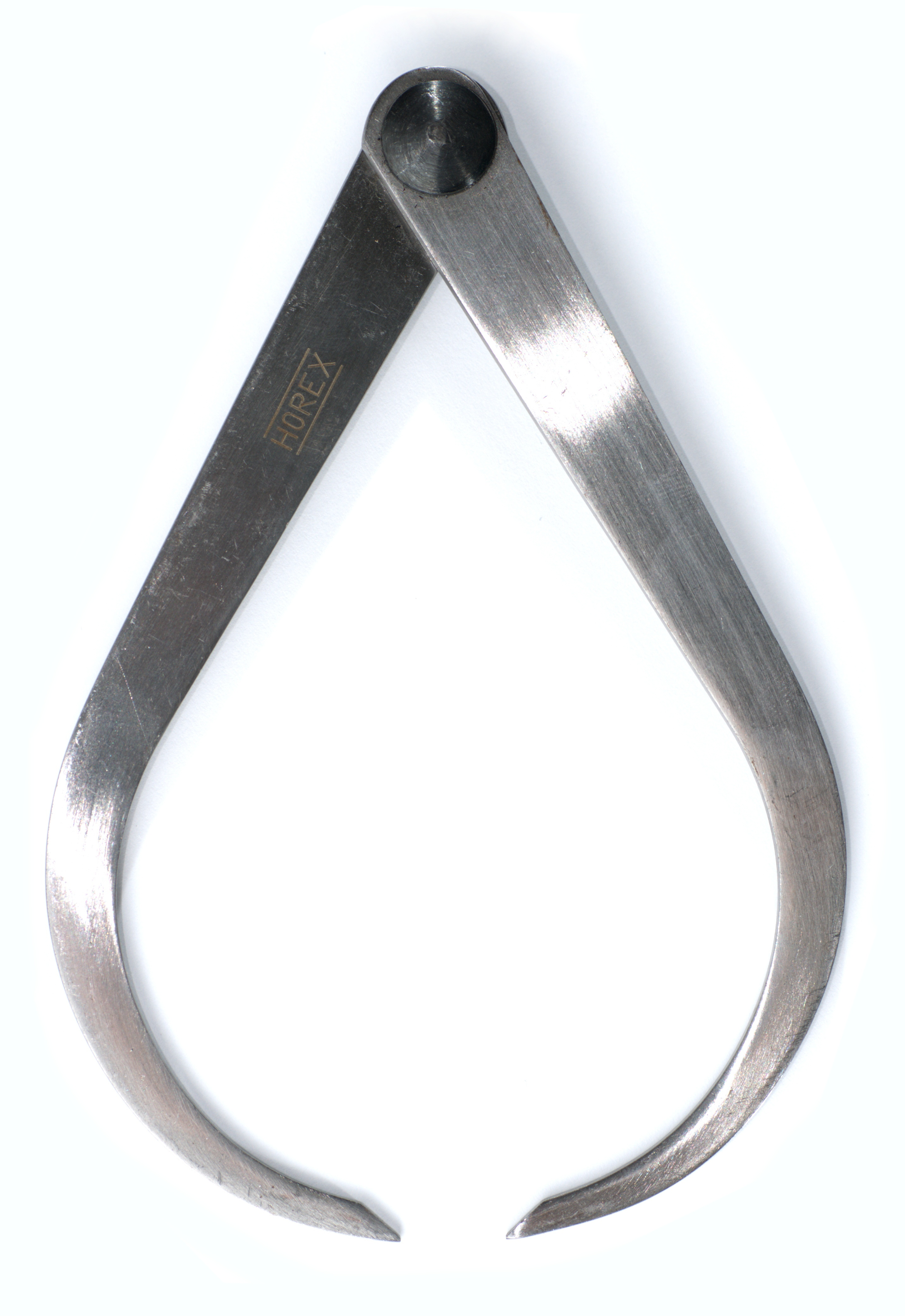
Ein Greifzirkel

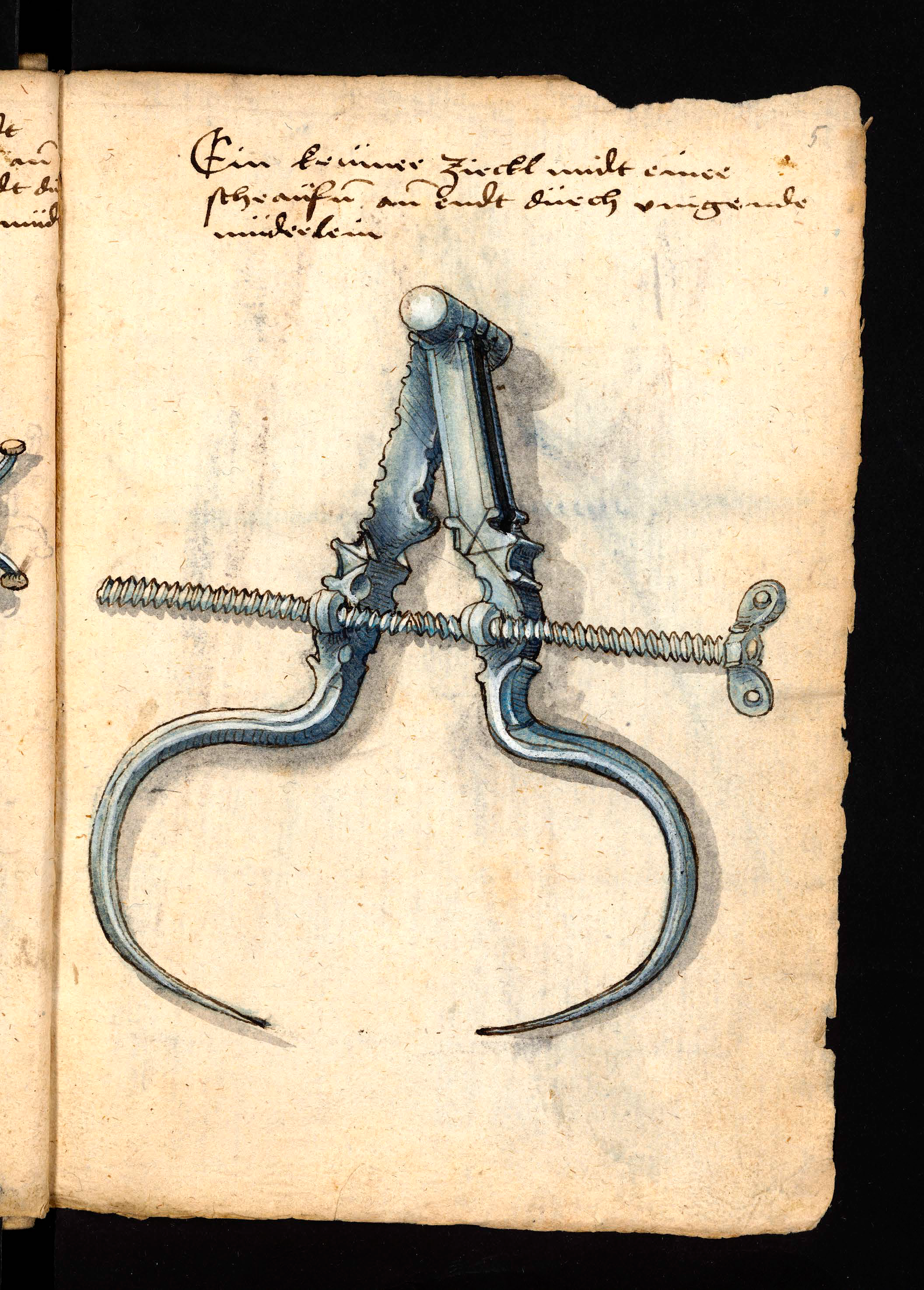
Ein Greifzirkel mit Stellschraube aus dem Löffelholz-Codex von 1505

Ein Greifzirkel, auch Außentaster, ist ein Prüfwerkzeug der Steinmetzen, Steinbildhauer und Drechsler. 
Steinmetzen können mittels Greifzirkel Außenmaße „abgreifen“ und Maße zum Beispiel an Profilen abnehmen, die „hintergriffig“ sind. Das heißt, dass mit einem Greifzirkel die Kontrolle von Maßen möglich wird, die hinter größeren Abmessungen liegen, die ansonsten nicht zu ermitteln sind. 
Die Steinbildhauer benutzen Greifzirkel, neben der oben genannten Anwendung, wenn sie kleine Modelle in bestimmten bzw. vorgegebenen Maßstäben zur Herstellung von Skulpturen aus Stein vergrößern und verkleinern. Die Methode wird Drei-Zirkelmethode genannt. Es handelt sich um eine spezielle Übertragungstechnik der Steinbildhauer, die relativ kompliziert ist und viel Erfahrung erfordert. Zur Übertragung im Maßstab 1:1 wird das Punktiergerät verwendet.

## Steinbildhauer-Übertragungstechniken
- Punktiergerät
- Drei-Zirkelmethode
- Rasterverfahren
- Reduktionszirkel

## Weitere Zirkel
- Zirkel
- Stechzirkel
- Hohlzirkel
- Stangenzirkel
- Tanzmeister (Messwerkzeug)